# Chassalia pleuroneura
Chassalia pleuroneura är en måreväxtart som först beskrevs av Karl Moritz Schumann, och fick sitt nu gällande namn av O.Lachenaud. Chassalia pleuroneura ingår i släktet Chassalia och familjen måreväxter. Inga underarter finns listade i Catalogue of Life.